# Gwara krakowska
Gwara krakowska – odmiana polszczyzny charakterystyczna dla mieszkańców Krakowa i okolic. Wiele z podanych słów i wyrażeń spotyka się także na Górnym Śląsku i Podhalu.

## Charakterystyka
Cechy gwary krakowskiej to m.in.:

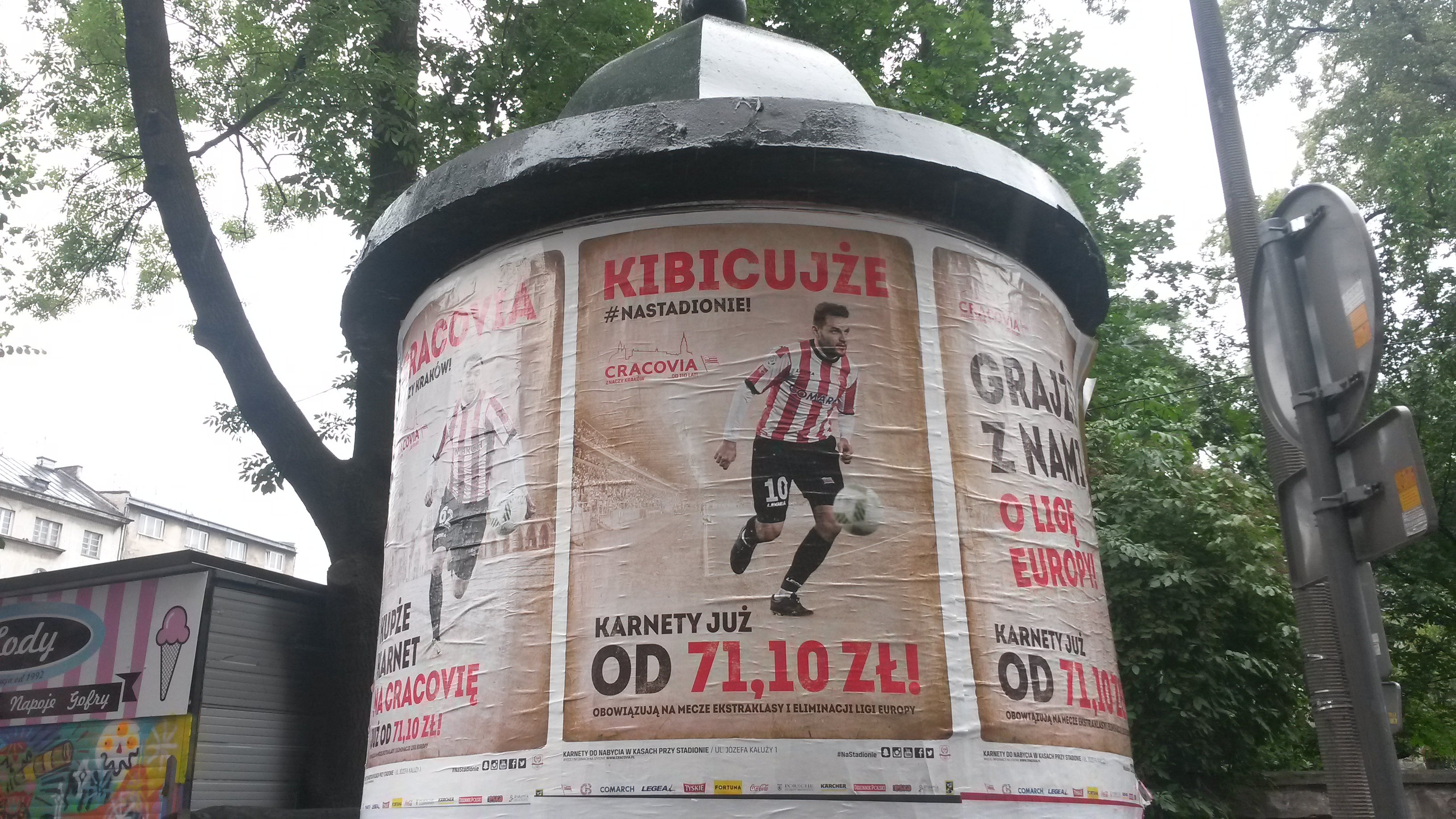
Plakat z charakterystycznym dla gwary krakowskiej zakończeniem „że”

- charakterystyczna, nosowa wymowa „ą” i „ę”, wymowa końcówki „-ynka”, jak w „ręka” (np. [paɲεŋka]),
- w dialektach małopolskim, wielkopolskim i śląskim oprócz obstruentów udźwięczniają też sonoranty (samogłoski oraz j, ł, l, r, m, n, ń) – np. „sok malinowy” w standardzie (i dialekcie mazowieckim) → „sokmalinowy” w dialekcie małopolskim (i nie tylko) → „sogmalinowy”, „PSL” → „peezel” (każda nazwa litery jest traktowana jak osobny morfem, więc zachodzi udźwięcznianie, którego nie ma w słowie „pesel”). Częściej niż w standardzie zachodzi udźwięcznianie nie tylko na granicy wyrazów – „jeźli”, „-źmy” itd., choć nie jest tak częste. W gwarach dialektu małopolskiego udźwięcznianie zachodzi nawet na granicy mniej zauważalnych morfemów – „jest-em” → „jezdem”, a nawet w kontekstach nietypowych, np. „ślisko” → „ślizgo”,
- akcent wyrazowy inicjalny, przesunięcie akcentu w wołaczu na ostatnią sylabę,
- częste używanie partykuły „że” w trybie rozkazującym („weźże”, „idźże”, „zróbże”, „podajże”, cicho-że, cicho-żeż bądź),
- zlewanie zbitek „t-sz” i „d-ż” w afrykaty „cz” i „dż”. Różnice są tu analogiczne, jak przy udźwięcznianiu – w standardowym języku polskim następuje to tylko przed obstruentami. Np. „drzwi” → „dżwi” (w starannej, nienaturalnej, wymowie „dżżwi”, w hiperpoprawnej „d-żwi”), ale „trzmiel” → „cz-szmjel” i „trzy” → „cz-szy” (w starannej, nienaturalnej, wymowie „t-szmjel”, „t-szy”), natomiast w dialekcie małopolskim także przed sonorantami (łącznie z samogłoskami) – „czmjel”, „czy”,
- zmiana barwy nazalizowanych samogłosek, czasem połączona z całkowitą denazalizacją (np. pięknie → piaŋknie, święty → świnty, klękać → klynkoć, gorąc → gorunc),
- prelabializacja nagłosowego „o” (np. osiem → łosiem).